# Agrotis maldonadoi
Agrotis maldonadoi är en fjärilsart som beskrevs av Köhler 1961. Agrotis maldonadoi ingår i släktet Agrotis och familjen nattflyn. Inga underarter finns listade i Catalogue of Life.